# Куземетьевский сельсовет
Куземетьевский сельсовет — административно-территориальная единица в Казанской губернии и Татарской АССР. 
Административный центр — Куземетьево.
Образован в 1918 году в составе Ильинской волости Казанского уезда той же губернии (с 1920 года в составе той же волости Арского кантона Татарской АССР). При частичном районировании Татарской АССР в 1927 году сельсовет, как и вся волость, вошёл в состав Казанского района.
Упразднён в апреле 1927 года при укрупнении сельсоветов в Казанском районе, населённые пункты включены в состав Красногорского сельсовета.
Население сельсовета составляло 508 чел. в 1920 году, 377 чел. в 1922 году.

### Комментарии
1. ↑  Примечание источника: Населённые пункты, имеющие менее 50 жителей, указаны не все